# Ковач, Кальман
Ка́льман Ко́вач (венг. Kovács Kálmán; 11 сентября 1965, Будапешт, Венгрия) — венгерский футболист.

## Карьера

### Национальная сборная
Ковач дебютировал за сборную Венгрии в 1982 году и в период с 1982 по 1995 год, сыграл в 56 матчахи забил 19 голов. Участник чемпионата мира 1986 в Мексике, где Венгрия, неудачно сыграв, не смогла выйти из группы.

## Достижения
- «Гонвед»
  - Чемпион Венгрии: 1984, 1985, 1986, 1988, 1989
  - Кубок Венгрии: 1985, 1989
- «АПОЭЛ»
  - Чемпион Кипра: 1996
  - Кубок Кипра: 1996
  - Суперкубок Кипра: 1996